# 北欧式健走

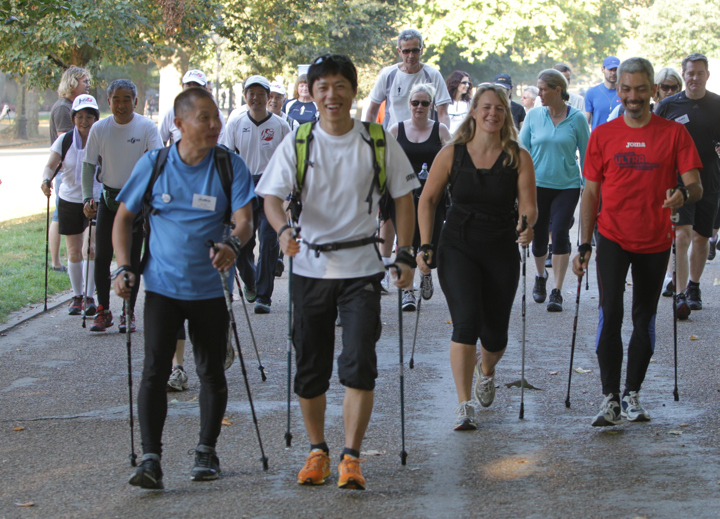
北欧式健走

北欧式健走（芬蘭語：Sauvakävely）是一項源自芬兰的一种健走運動。北欧式健走要用到类似于雪杖的工具。北欧式健走比普通步行要多燃烧18%的卡路里，不過北欧式健走所燃烧的卡路里要比跑步少。与普通步行相比，体重過重者用北欧式健走方式减肥速度更快。